# Combles
Pour les articles homonymes, voir Combles (homonymie).
Combles est une commune française située dans le département de la Somme, la région Hauts-de-France et sur le Circuit du Souvenir.

## Géographie

### Localisation

#### Communes limitrophes

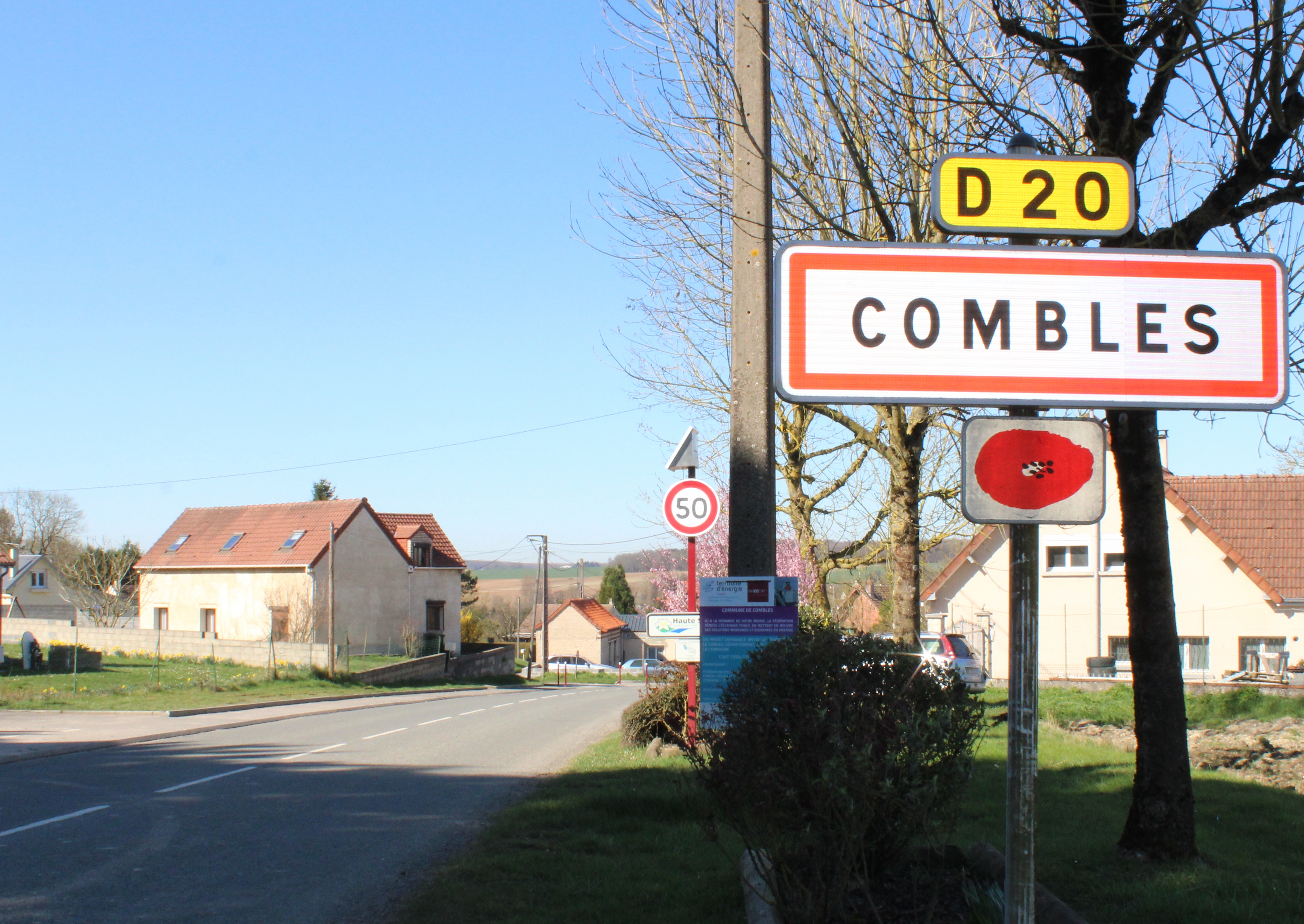
Entrée de la commune.

|            | Morval (Pas-de-Calais) | Sailly-Saillisel |
| Guillemont | Combles                | Rancourt         |
|            | Maurepas               |                  |

### Nature du sol et du sous-sol
Le sol de la commune de formations tertiaire et quaternaire est argileux voire glaiseux.
Le sous-sol de la commune est essentiellement formé de craie à peu de profondeur au nord-est, de glaise et de calcaire mélangé de couches de sable au nord-ouest.

### Relief, paysage, végétation
Le relief de Combles est celui d'une cuvette, une vallée sèche recouverte d'alluvions. L'altitude moyenne est de 118 m. Le point culminant de la commune se trouve sur le plateau de Guillemont et de Maurepas (~150 m). Le paysage de la commune est celui d'une plaine. Un ensemble de bois entoure la commune.

### Hydrographie
La commune est située dans le bassin Artois-Picardie. Elle n'est drainée par aucun cours d'eau.

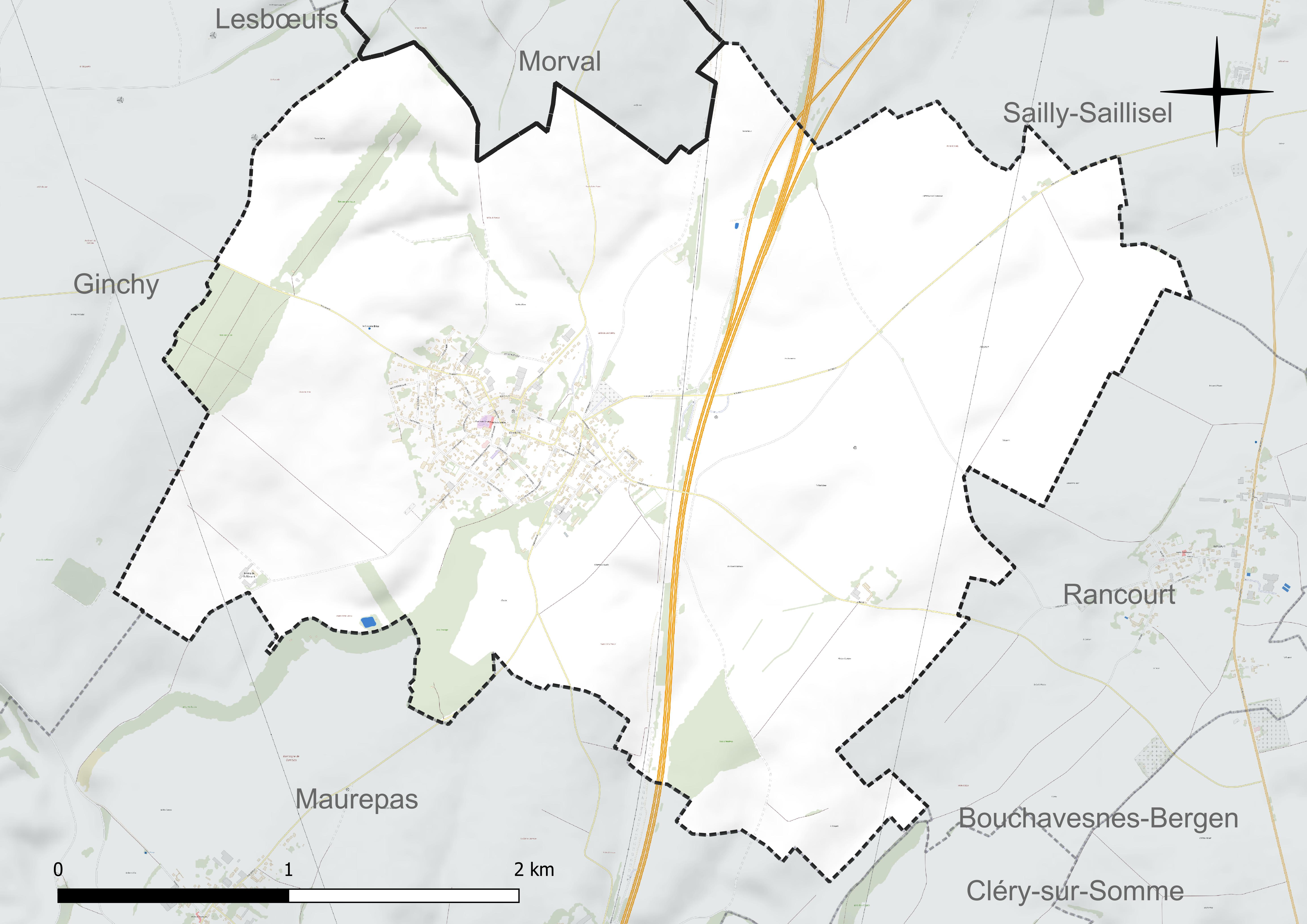
Réseau hydrographique de Combles.

### Climat
Pour des articles plus généraux, voir Climat des Hauts-de-France et Climat de la Somme.
En 2010, le climat de la commune est de type climat océanique dégradé des plaines du Centre et du Nord, selon une étude du CNRS s'appuyant sur une série de données couvrant la période 1971-2000. En 2020, Météo-France publie une typologie des climats de la France métropolitaine dans laquelle la commune est exposée à un climat océanique et est dans la région climatique Nord-est du bassin Parisien, caractérisée par un ensoleillement médiocre, une pluviométrie moyenne régulièrement répartie au cours de l'année et un hiver froid (3 °C).
Pour la période 1971-2000, la température annuelle moyenne est de 10,1 °C, avec une amplitude thermique annuelle de 14,7 °C. Le cumul annuel moyen de précipitations est de 762 mm, avec 12,2 jours de précipitations en janvier et 9 jours en juillet. Pour la période 1991-2020, la température moyenne annuelle observée sur la station météorologique la plus proche, située sur la commune de Méaulte à 15 km à vol d'oiseau, est de 10,7 °C et le cumul annuel moyen de précipitations est de 730,3 mm,. Pour l'avenir, les paramètres climatiques de la commune estimés pour 2050 selon différents scénarios d'émission de gaz à effet de serre sont consultables sur un site dédié publié par Météo-France en novembre 2022.

#### Hameaux, quartiers, lieux-dits et écarts
- Frégicourt est un ancien village, détruit totalement pendant la Première Guerre mondiale et qui n'a pas été reconstruit.
- Le Priez.
- La ferme de Faffémont[1].

## Urbanisme

### Typologie
Au 1er janvier 2024, Combles est catégorisée bourg rural, selon la nouvelle grille communale de densité à sept niveaux définie par l'Insee en 2022.
Elle est située hors unité urbaine et hors attraction des villes,.

### Occupation des sols
L'occupation des sols de la commune, telle qu'elle ressort de la base de données européenne d'occupation biophysique des sols Corine Land Cover (CLC), est marquée par l'importance des territoires agricoles (81,5 % en 2018), en diminution par rapport à 1990 (87,9 %). La répartition détaillée en 2018 est la suivante : 
terres arables (81,5 %), zones urbanisées (6,8 %), forêts (6,1 %), zones industrielles ou commerciales et réseaux de communication (5,5 %). L'évolution de l'occupation des sols de la commune et de ses infrastructures peut être observée sur les différentes représentations cartographiques du territoire : la carte de Cassini (XVIIIe siècle), la carte d'état-major (1820-1866) et les cartes ou photos aériennes de l'IGN pour la période actuelle (1950 à aujourd'hui).

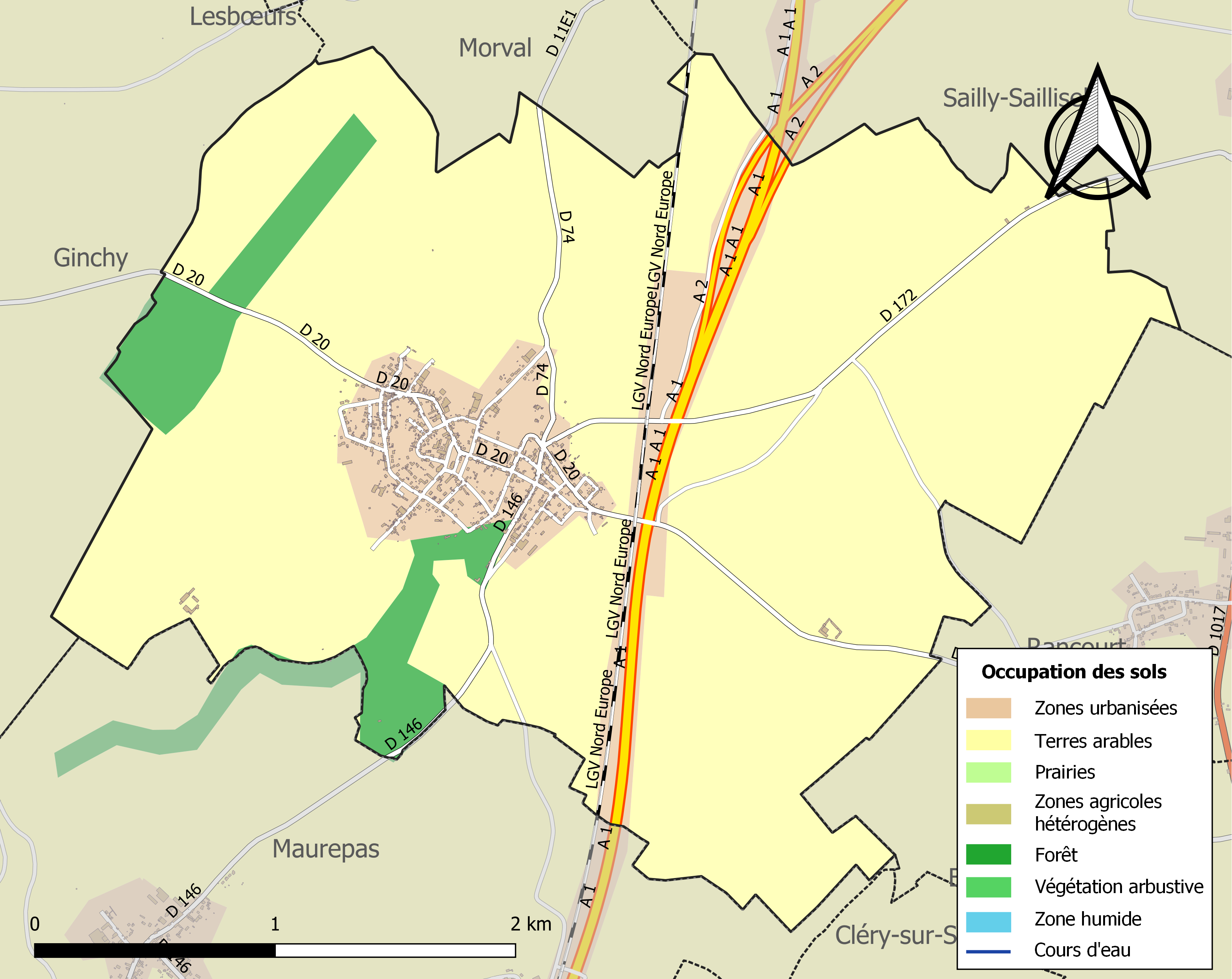
Carte des infrastructures et de l'occupation des sols de la commune en 2018 (CLC).

### Habitat
Le village de Combles a été entièrement reconstruit après la Première Guerre mondiale. La commune présente un habitat groupé au chef-lieu hormis deux fermes isolées.

### Voies de communication et transports

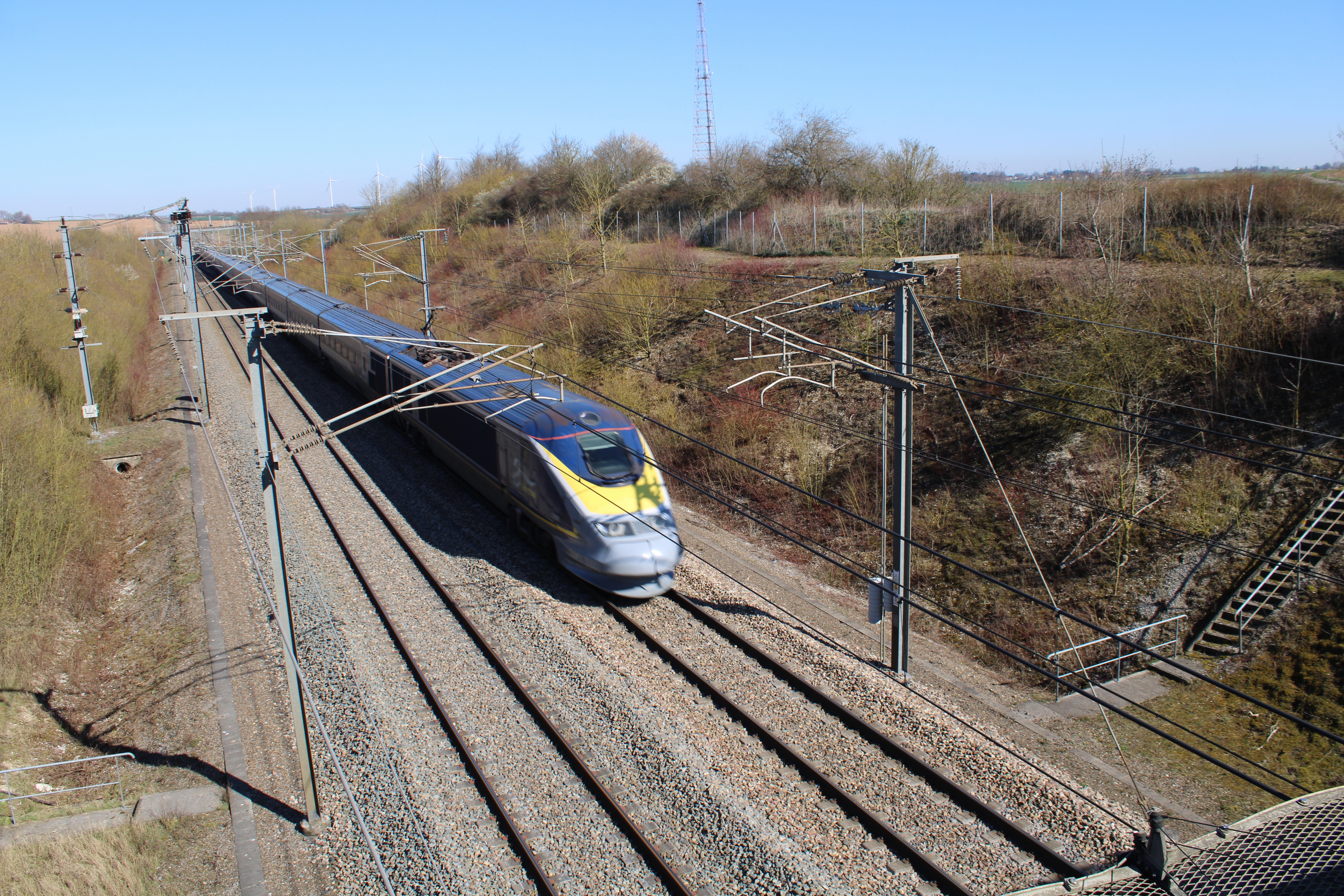
Combles Passage d'un TGV sous le pont de Combles.

Le terroir de la commune est traversé à l'est par l'autoroute A1: accès à la sortie  13.1 Péronne-nord (Albert - Péronne) et par la ligne TGV de Paris-Nord à Lille qui jouxte l'autoroute.
Combles est traversée par la D 20 reliant Ovillers-la-Boisselle à Bouchavesnes-Bergen.
Par la route, la localité se trouve à une cinquantaine de kilomètres au nord-est d'Amiens et à 13 km au nord de Péronne.
La localité est desservie par la ligne d'autocars no 39 (Albert - Péronne) du réseau Trans'80, Hauts-de-France, chaque jour de la semaine sauf le dimanche et les jours fériés.

## Toponymie
Le nom de la localité est attesté sous les formes Camuli en 1090 ; Combla en 1106 ; Cumbi en 1129 ; Cumbles en 1177 ; Combles en 1177 ; Comblæ en 1181 ; Comble en 1733.
C'est un toponyme qui désigne des hauteurs, du latin cumulus (« monceau »), de l'ancien français comble ( « colline, sommet » ), pluriel de l'oïl comble « sommet , tertre ».
Le nom Combles viendrait du roman Combles signifiant « lieu aplani, nivelé, vallée ». Le terme a été latinisé par les bénédictins en Comblœ, Cumulœ.

## Histoire

### Antiquité
On a trouvé sur le territoire de la commune de Combles des traces de  deux villas gallo-romaines.

### Moyen Âge
La paroisse de Combles fut fondée au XIe siècle dans un lieu écarté de la forêt d'Arrouaise. En 1181, l'abbaye du Mont Saint-Quentin et le chapitre de la collégiale Saint-Fursy de Péronne se disputaient la possession de Combles qui revint à l'abbaye. La seigneurie de Combles était détenue par monsieur de Louvois, marquis de Sailly et monsieur du Priez.
En 1193, la dîme de Frégicourt fut cédée à l'abbaye d'Arrouaise. En 1214, Combles était un fief des châtelains de Péronne et, en  1223, Gaudefroy de Combles fut cité au nombre des hommes liges de la châtellenie de Ham.
En 1340, Gilles de Combles fut abbé de l'abbaye Saint-Barthélémy de Noyon.
En 1445, le duc de Bourgogne accorda des franchises à la terre de Combles.

### Époque moderne
Village situé à frontière entre le royaume de France et les Pays-Bas espagnols, Combles comptait 300 habitants en 1623.
En 1780, Combles comptait 93 maisons en Picardie et 63 en Artois.

### Époque contemporaine
À la Révolution française, avec la formation des départements, Combles fut rattachée au département de la Somme et devint chef-lieu de canton. En 1789, la commune de Combles était la plus peuplée du canton.
En 1814-1815, à la fin des guerres napoléoniennes, les cosaques ravagèrent la contrée.
La commune connut son apogée démographique en 1836 avec 1 679 habitants. Elle subit depuis lors un inexorable déclin.

#### Guerre de 1870-1871
Au cours de la guerre franco-allemande de 1870, l'armée prussienne occupa Combles le 27 septembre 1870. Le général Manteuffel logea avec son état-major chez Monsieur Guillemont. Monsieur Debray, maire, fut emmené prisonnier à la citadelle d'Amiens. Cinq jeunes gens de la commune sont morts pendant la guerre et la population dut subir des réquisitions de la part des occupants. En janvier 1871, Combles fut l'un des théâtres d'opération de la bataille de Bapaume.

#### IIIeRépubliquede 1870 à 1914
Le bourg était desservi par la ligne Albert-Ham des chemins de fer départementaux de la Somme, un réseau de chemin de fer secondaire à voie métrique de 1889 à 1949. L'arrivée du chemin de fer désenclava quelque peu la commune mais accentua l'exode rural : la population de la commune chuta à 1 154 habitants en 1911.

#### Première Guerre mondiale (1914-1918)

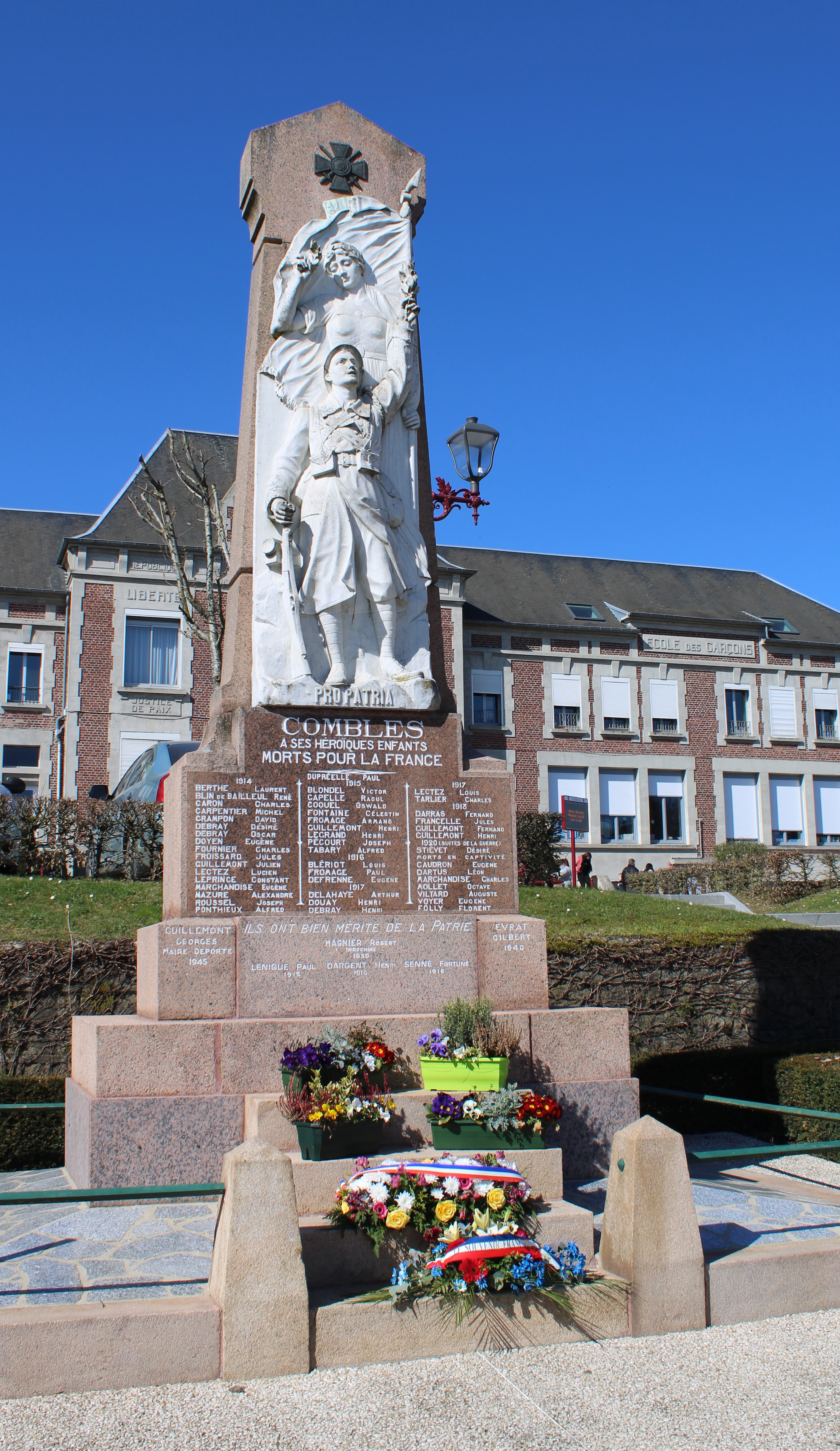
Le monument aux morts.

En 1916, Combles est un des hauts-lieux de la bataille de la Somme. L'armée allemande qui tenait la position l'avaient fortement fortifié avec souterrains bétonnés qui pouvaient abriter des compagnies entières. Un vaste dépôt de munitions, de matériel et de vivres complétait le dispositif.
Le 24 août 1916, l'armée française lance une attaque  proche de la commune, la 46e division d'infanterie perd 1 200 soldats en une semaine.
Les 25 et 26 septembre 1916, la 6e armée française sous le commandement du général Fayolle et la 56e division britannique reprirent  Combles que les Allemands avaient commencé à évacuer, capturant un matériel considérable et 1 200 prisonniers,,,,,,,. Les prisonniers allemands sont internés dans un camp près de Étinehem.
En 1918, Combles fut repris par les Allemands le 24 mars, lors de leur opération Michael, et définitivement reconquis que le 29 août, par la 18e division.

#### Entre-deux-guerres
Le bourg est considéré comme détruit à la fin de la guerre,,, et la commune a été décorée de la Croix de guerre 1914-1918 le 30 octobre 1920.
La reconstruction se déroula durant l'entre-deux-guerres : la mairie, les écoles, l'église, les habitations furent reconstruites. Un monument aux morts fut érigé et deux cimetières militaires britanniques aménagés.

#### Seconde Guerre mondiale
Pendant la Seconde Guerre mondiale, le maire de la commune, Georges Guillemont, fut déporté au camp de concentration de Dora où il mourut le 3 mars 1945.

## Politique et administration

### Intercommunalité
En 1993, est créée la Communauté de communes du canton de Combles qui est absorbée le 31 décembre 2012 par la Communauté de communes de la Haute Somme.

### Liste des maires
| Période                                  | Période                       | Identité           | Étiquette             | Qualité                                             |
| ---------------------------------------- | ----------------------------- | ------------------ | --------------------- | --------------------------------------------------- |
| Les données manquantes sont à compléter. |                               |                    |                       |                                                     |
| avant 1870                               |                               | M. Debray          |                       |                                                     |
| 1929                                     |                               | Georges Guillemont | Alliance démocratique | Agriculteur, mort en déportation en 1945            |
| Les données manquantes sont à compléter. |                               |                    |                       |                                                     |
| mai 1945                                 | février 1979                  | Gaston Debray      | PCF                   | Conseiller général du canton de Combles (1945-1949) |
| mars 1979                                | mars 1983                     | Simon Francomme    |                       |                                                     |
| mars 1983                                | mars 1989                     | Renée Perrot       |                       |                                                     |
| mars 1989                                | 2014                          | René Damay         |                       |                                                     |
| 2014                                     | juillet 2020                  | M. Claude Coulon   |                       |                                                     |
| juillet 2020,                            | En cours (au 16 juillet 2020) | Betty Sorel        |                       | Infirmière retraitée                                |

## Démographie
L'évolution du nombre d'habitants est connue à travers les recensements de la population effectués dans la commune depuis 1793. Pour les communes de moins de 10 000 habitants, une enquête de recensement portant sur toute la population est réalisée tous les cinq ans, les populations de référence des années intermédiaires étant quant à elles estimées par interpolation ou extrapolation. Pour la commune, le premier recensement exhaustif entrant dans le cadre du nouveau dispositif a été réalisé en 2007.

En 2022, la commune comptait 751 habitants, en évolution de −3,96 % par rapport à 2016 (Somme : −1,26 %, France hors Mayotte : +2,11 %).
| 1793  | 1800  | 1806  | 1821  | 1831  | 1836  | 1841  | 1846  | 1851  |
| ----- | ----- | ----- | ----- | ----- | ----- | ----- | ----- | ----- |
| 1 414 | 1 459 | 1 519 | 1 525 | 1 641 | 1 679 | 1 628 | 1 638 | 1 620 |

| 1856  | 1861  | 1866  | 1872  | 1876  | 1881  | 1886  | 1891  | 1896  |
| ----- | ----- | ----- | ----- | ----- | ----- | ----- | ----- | ----- |
| 1 620 | 1 648 | 1 627 | 1 602 | 1 614 | 1 597 | 1 516 | 1 425 | 1 440 |

| 1901  | 1906  | 1911  | 1921 | 1926  | 1931 | 1936 | 1946 | 1954 |
| ----- | ----- | ----- | ---- | ----- | ---- | ---- | ---- | ---- |
| 1 343 | 1 237 | 1 154 | 917  | 1 017 | 905  | 863  | 762  | 732  |

| 1962 | 1968 | 1975 | 1982 | 1990 | 1999 | 2006 | 2007 | 2012 |
| ---- | ---- | ---- | ---- | ---- | ---- | ---- | ---- | ---- |
| 707  | 691  | 661  | 648  | 617  | 676  | 704  | 707  | 795  |

| 2017 | 2022 | - | - | - | - | - | - | - |
| ---- | ---- | - | - | - | - | - | - | - |
| 765  | 751  | - | - | - | - | - | - | - |

## Culture locale et patrimoine

### Lieux et monuments
- La mairie, reconstruite après la destruction  de la précédente en 1916[45]
- Église Saint-Vaast[46], détruite en 1916[47],[48],[49] et reconstruite après la Grande Guerre.
- Monument aux morts construit en 1923-1925[50].

- Monument commémoratif de Victor Hallard dit Tredez, du 110e régiment d'infanterie né le 12 mai 1888 à Paris, mort le 12 septembre 1916 à Combles à l'âge de 28 ans[52].

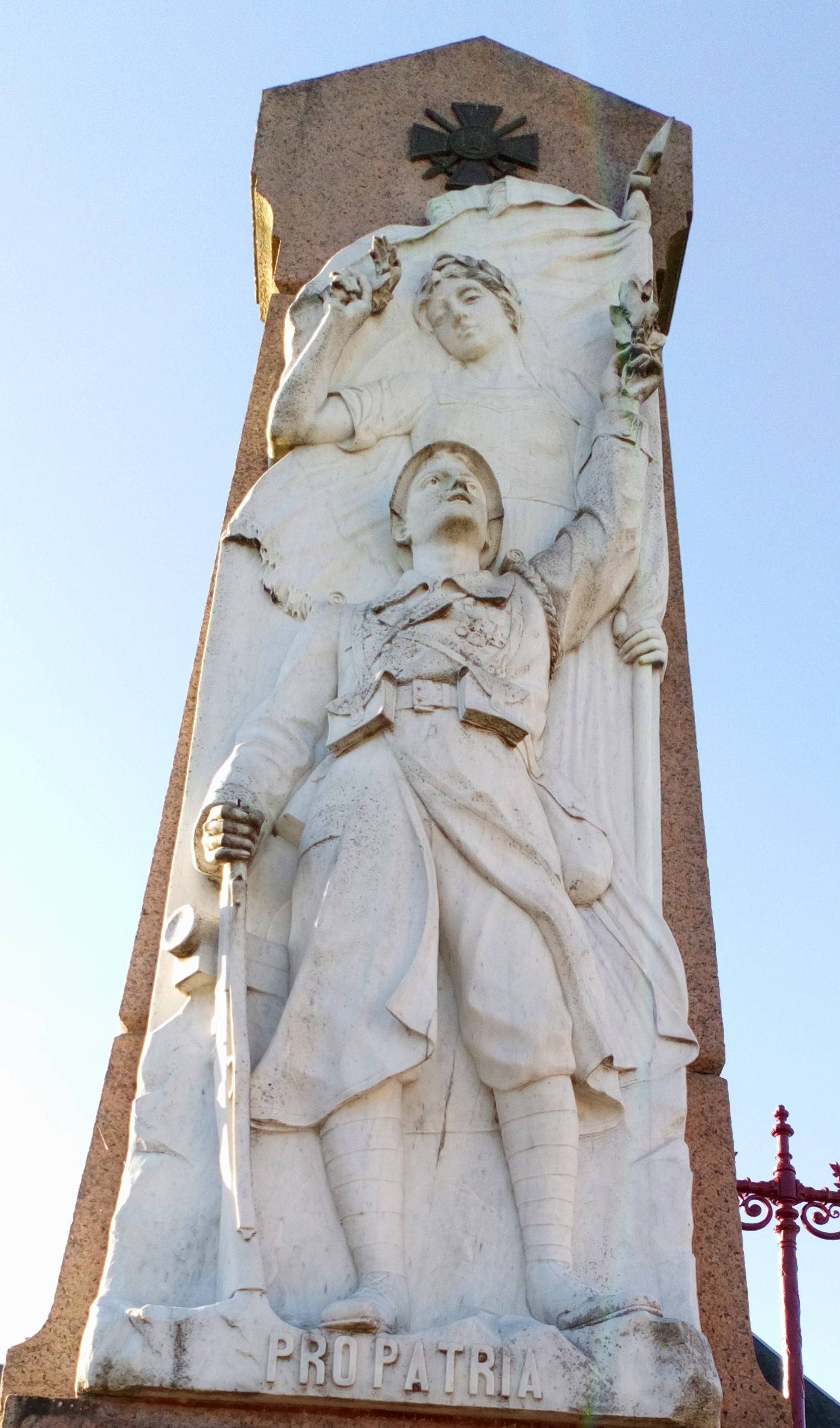
Monument aux morts.
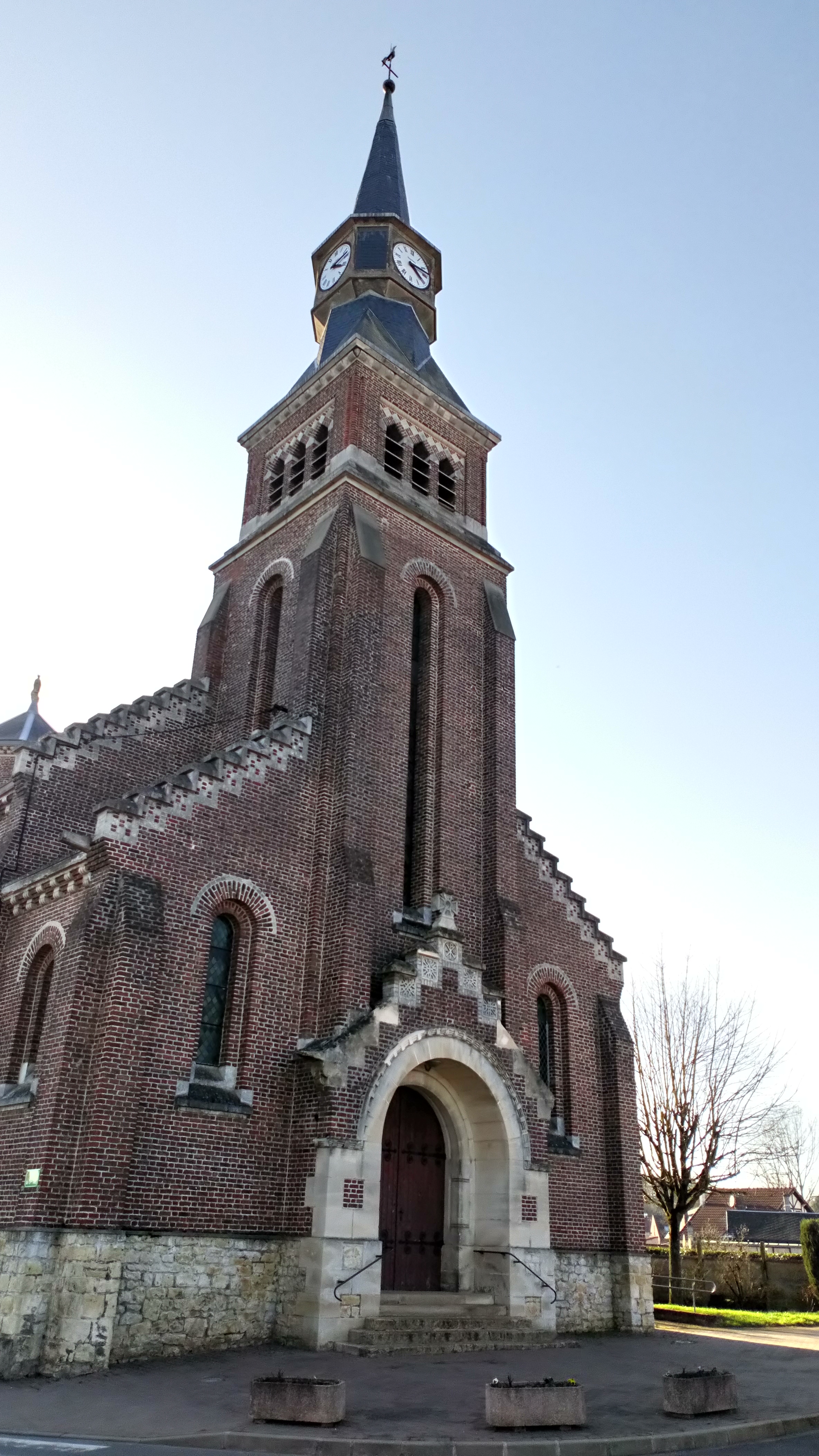
Église Saint-Vaast.
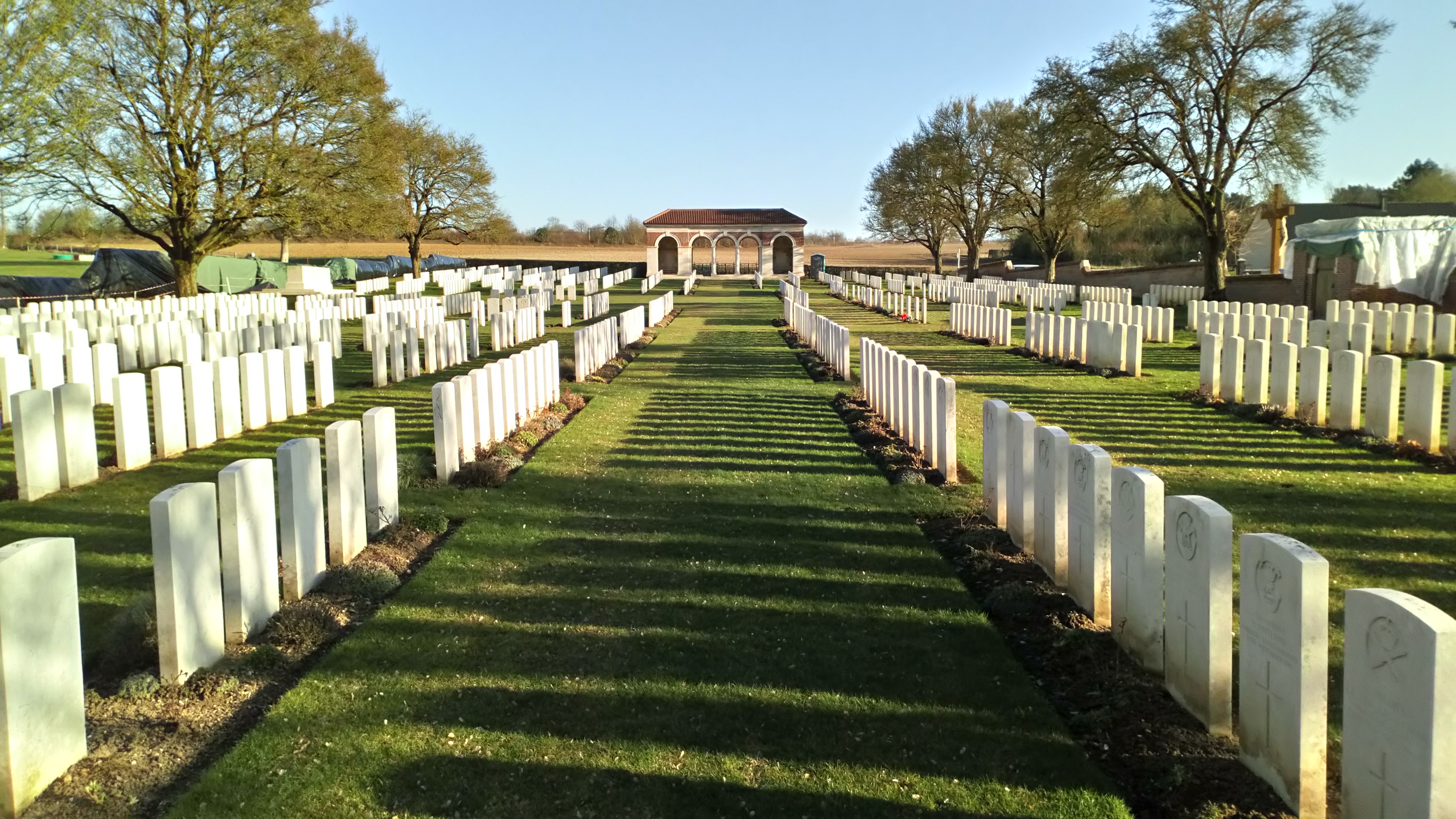
Cimetière militaire britannique de Combles.
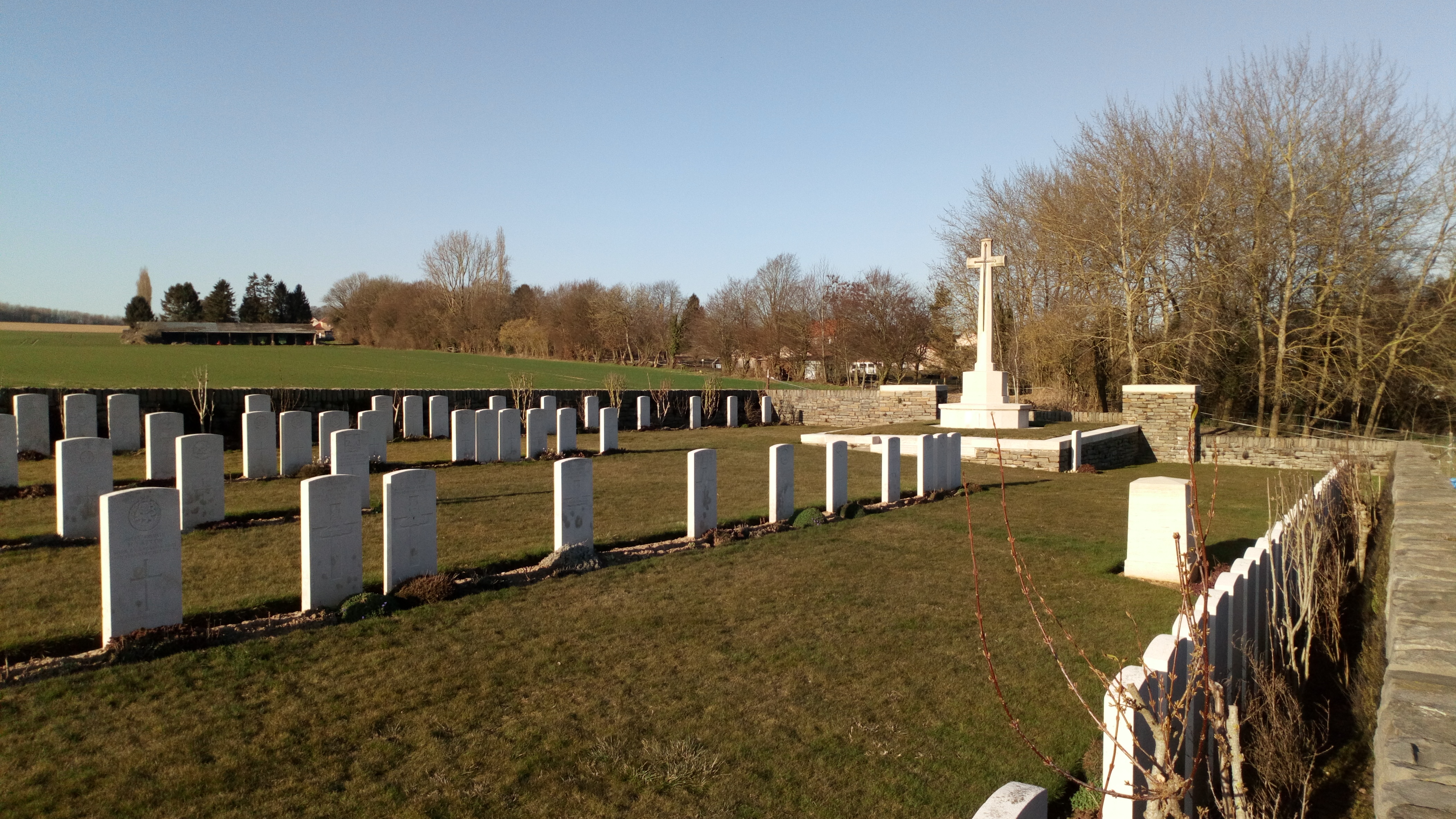
Cimetière militaire britannique des Gardes.

### Héraldique
| Blason de Combles | Blason  | D'argent au chevron de gueules accompagné de trois cœurs de même, au comble d'azur. Ornements extérieursCroix de guerre 1914-1918 avec palme. Citation à l'ordre de l'armée du 27 octobre 1920 : « Située en pleine zone de feu pendant la guerre a été totalement détruite par les multiples bombardements, au cours des combats acharnés de 1914 et de 1915, a toujours montré dans l'adversité les plus belles qualités de courage et d'abnégation. A dignement mérité de la France ». |
| Blason de Combles | Détails | La commune de Combles a relevé les armes de l'ancienne abbaye Saint-Nicolas d'Arrouaise disparue à la Révolution et qui se situait sur la commune voisine du Transloy dans le Pas-de-Calais. Cette abbaye donna naissance à une congrégation de chanoines réguliers, la congrégation d'Arrouaise qui connut un grand rayonnement au Moyen Âge. Cependant, ces armoiries ont été complétées d'un comble d'azur en rapport avec le nom de la commune,.                                      |

### Personnalités liées à la commune
- Théophile Caudron (1805-1848), sculpteur, restaurateur de la cathédrale de Bourges, d'Amiens et de Mailly-Maillet (portails), né à Combles et décédé à Paris.
- Gustave Masse de Combles (1791-1863), officier de cavalerie, médaillé de Sainte-Hélène, chevalier de la Légion d'Honneur, maire de Combles, conseiller général de la Somme. Né à Péronne et décédé à Combles (Le Priez).
- Albert Masse de Combles (1793-1861), officier d'infanterie, médaillé de Sainte-Hélène. Né à Péronne et décédé à Combles (Le Priez), frère du précédent.
- Gontrand Gonnet (1815-1899), homme politique, maire de Péronne (1886-1894), député de la Somme (1889-1893), né à Combles et décédé à Péronne.
- Eugène-Alfred Fourrière (1835-1917), prêtre, curé d'Oresmaux puis de Moislains. Catéchiste et mythologue, auteur de diverses méthodes pour l'enseignement du catéchisme aux enfants. Né à Combles et décédé à Évian-les-Bains (Haute-Savoie).
- Charles-Léopold-Firmin Marchandise (1844-?), prêtre, curé de Ginchy. Auteur de travaux sur la géologie et versé dans les sciences mathématiques, physiques et naturelles, passionné d'astronomie et de géologie. Né à Combles et décédé à Ginchy (?).
- Ulysse-Henri-Théodule Candellier (1849-1921), prêtre, curé de Pozières (1875), de Davenescourt (1893) puis de Combles (1897), fut chanoine de Rodez et chevalier du Saint-Sépulcre, auteur de Histoire locale, civile et religieuse de Combles, Frégicourt, Le Priez, Yvert et Tellier, Amiens, 1904, né et décédé au Quesne (Somme).
- Laurent Prache (1856-1919), homme politique, conseiller municipal de Paris (1890), député de la Seine (1906-1910), né à Combles et décédé à Paris.
- Charles-Alfred-Adrien Dansette (1894-1916), né à Armentières (Nord), sous-lieutenant (43° R.I.), mort pour la France, devant Combles, le 25 septembre, Bataille-de-la-Somme, 22 ans, décoré de la médaille-militaire, croix-de-guerre, chevalier de la Légion d'Honneur (posthume), fut sculpteur. Le "Monument-Dansette", se trouve à l'entrée du village, au bord de la D.20.
- Jean Deloffre (1939), footballeur international français, né à Combles.

## Pour approfondir